# هانا أرتيرتون
هانا جين أرتيرتون  (بالإنجليزية: Hannah Arterton)‏ هي ممثلة إنجليزية. ولدت في 26 يناير 1989 في غريفزند، المملكة المتحدة.

## روابط خارجية
- هانا أرتيرتون على موقع IMDb (الإنجليزية)
- هانا أرتيرتون على موقع ألو سيني (الفرنسية)
- هانا أرتيرتون على موقع ميوزك برينز (الإنجليزية)
- هانا أرتيرتون على موقع أول موفي (الإنجليزية)
- هانا أرتيرتون على موقع قاعدة بيانات الأفلام السويدية (السويدية)
- هانا أرتيرتون على موقع ديسكوغز (الإنجليزية)
- هانا أرتيرتون على موقع قاعدة بيانات الفيلم (الإنجليزية)
- هانا أرتيرتون على موقع كينوبويسك (الروسية)